# Synagoge (Lubraniec)

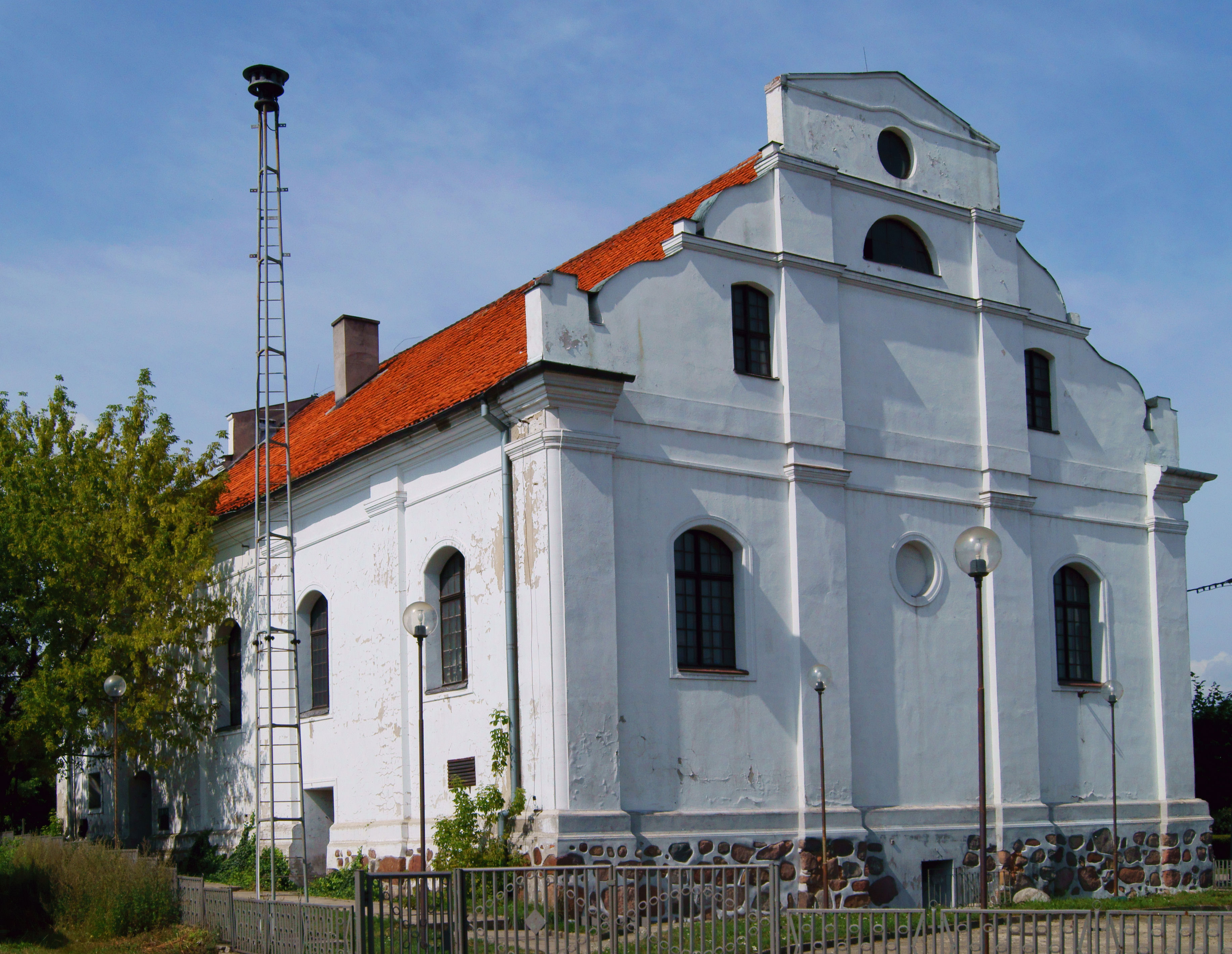
Synagoge in Lubraniec

Die Synagoge in Lubraniec, einer Stadt in der Woiwodschaft Kujawien-Pommern in Polen, wurde im 18. Jahrhundert errichtet. Die profanierte Synagoge an der Straße Brzeskiej 10 ist ein geschütztes Kulturdenkmal. 
Der barocke Bau wird von Pilastern gegliedert. Der Innenraum erhält durch Rundbogenfenster Tageslicht.